# Émile Étienne Guimet
Émile Étienne Guimet, född 26 juni 1836, död 1918, var en fransk industrialist och privatforskare.
Guimet skrev flera vetenskapliga arbeten i egyptologi, såsom Symbole asiatique (1903), men även skönlitteratur och framträdde som kompositör av bland annat operan Tai-Tsoung. 1878 grundade han i Paris Musée Guimet, 1884 skänkt till franska staten, med stora indiska och östasiatiska samlingar. Därifrån utgavs från 1880 Annales, en viktig serie textutgåvor och avhandlingar i österländsk filologi och religionshistoria.